# Бабаев, Полидор Иванович
Полидор Иванович Бабаев (1813, Харьковская губерния — 1870, Тифлис) — русский художник-баталист.

## Биография
О происхождении и детстве художника информации практически нет. В юности он служил на Кавказе, в артиллерии, в чине подпоручика, участвовал в военных действиях против горцев. Как талантливый рисовальщик был замечен начальством и отправлен для обучения в Санкт-Петербург, в Императорскую академию художеств. Являлся, в терминологии того времени, вольноприходящим учеником (не проживал в общежитии Академии) и пенсионером Общества Поощрения Художеств, то есть получал пенсион (стипендию) от благотворительного общества, и оно же вносило плату за его обучение.
В 1846 году получил две серебряные и две золотые медали Академии за картину «Умирающий солдат, передающий сохраненное им знамя своему товарищу» («Подвиг Семёна Старичкова после битвы при Аустерлице»), которая сейчас находится в экспозиции Рязанского художественного музея.
В 1848 году награждён золотой медалью Общества Поощрения Художеств за программу «Сражение на Кавказе при Михайловском укреплении».
После окончания обучения, Полидор Иванович Бабаев вернулся на Кавказ. Возможно, сперва он на некоторое время вернулся на воинскую службу и лично участвовал в обороне Ахтынской крепости, которую запечатлел на одном из своих полотен, но достоверно это неизвестно. Затем художник поселился в Тифлисе. Там он писал, маслом а не темперой, как и было принято в XIX веке, иконы для церквей, а также (в 1860-е годы) преподавал рисование и черчение в  Закавказском институте благородных девиц и Тифлисской губернской гимназии, а позднее — в Александровской учительской школе.
Скончался в Тифлисе.

## Творчество
Полидор Иванович Бабаев был весьма незаурядным художником. Как баталиста, его отличали высокий динамизм и реалистичность изображений. Такова, например, выполненная в 1848 году картина «Оборона Ахтынской крепости», изображающая событие, произошедшее в том же году, когда войсками имама Шамиля была осаждена незадолго до этого построенная русская крепость в ауле Ахты в Дагестане.
Ещё интереснее уже упоминавшаяся работа Бабаева «Подвиг Семёна Старичкова», и другая его картина, «Подвиг гренадера Леонтия Коренного», которая хранится в Русском музее и экспонируется в Строгановском дворце. На обоих этих картинах изображён подвиг рядовых солдат, что делает их крайне редким явлением в русской живописи XIX века.
В то время к солдатам и другим участникам военных действий из числа простых людей зачастую относились довольно невнимательно, и они редко привлекали интерес художников. Так работы, посвящённые подвигу крестьян-партизан 1812 года, стали появляться, по большей части, только в конце XIX века  («Не замай» Верешагина и «Эпизод из 1812 года» Прянишникова), подвиги солдат, даже получившие широкую известность, как подвиг Коренного, тоже редко оказывались запечатлёнными на полотне.
Тем интереснее картины Бабаева, которые в русской живописи можно сравнить разве что с картиной «Подвиг Архипа Осипова» за авторством А.А. Козлова. Напрашивается и сравнение с картинами британского художника Дезанжа, выполнившего целую галерею портретов английских солдат и младших офицеров — кавалеров высшей британской награды за доблесть, Креста Виктории.
На первой из этих двух картин Бабаева изображён эпизод, произошедший после сражения при Аустерлице, где русские войска потерпели чудовищное поражение и потеряли несколько знамён. Поскольку знамя считалось символом доблести и чести воинской части, то в критической ситуации (полный разгром полка) знаменосец или иной военнослужащий имел право снять знамя с древка и спрятать его под одеждой, чтобы избежать его попадание в руки неприятеля. Это правило являлось общепринятым, похожим образом поступил два года спустя, в битве при Прейсиш-Эйлау французский офицер-мемуарист Марбо. Также поступил при Аустерлице и солдат Старичков, который, будучи ранен и пленён, тем не менее вынес знамя с поля боя, и, умирая от ранения, передал его боевому товарищу, который сберёг его до возвращения на родину, чем сохранил престиж своего полка.
На второй картине Бабаева изображён подвиг гренадера Леонтия Коренного, который, прикрывая отход своих товарищей, в том числе офицеров, вступил в  неравный бой с французскими солдатами. Тяжело раненный, он попал в плен и был приведён к Наполеону, который высказал восхищение его доблестью и отпустил назад. За свой подвиг Леонтий Коренной получил медаль и высший унтер-офицерский чин подпрапорщика. Подвиг Леонтия Коренного был широко известен в Российской Империи. В Санкт-Петербурге существовал памятник Коренному, который был снесён большевиками по не до конца понятным причинам, и от которого остался только стоящий во дворе музея Суворова постамент.
Кроме этих картин, Бабаев является автором портрета поэта и переводчика Гнедича, который также хранится в Государственном Русском Музее.
Несомненно, существовали или существуют и другие картины Бабаева, не получившие такой известности, как перечисленные несколько картин.

## Галерея

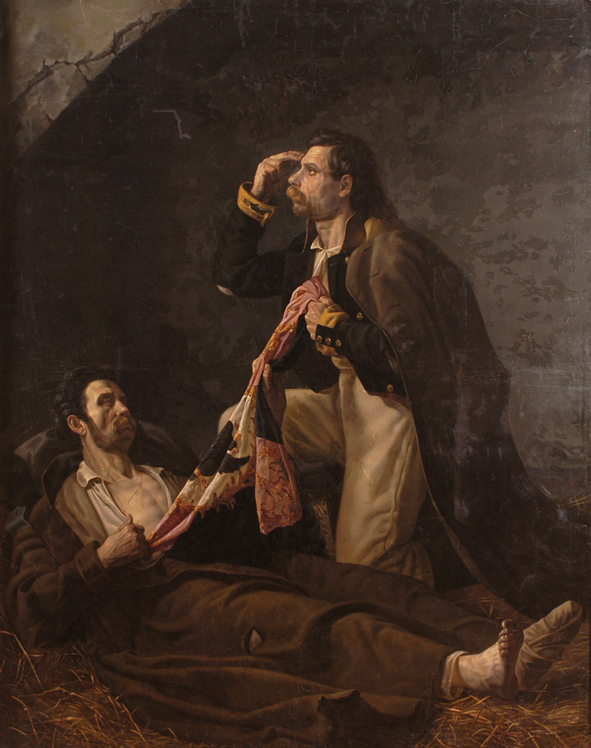
«Умирающий солдат, передающий сохраненное им знамя своему товарищу» («Подвиг Семёна Старичкова после битвы при Аустерлице»), 1846, Рязанский художественный музей.
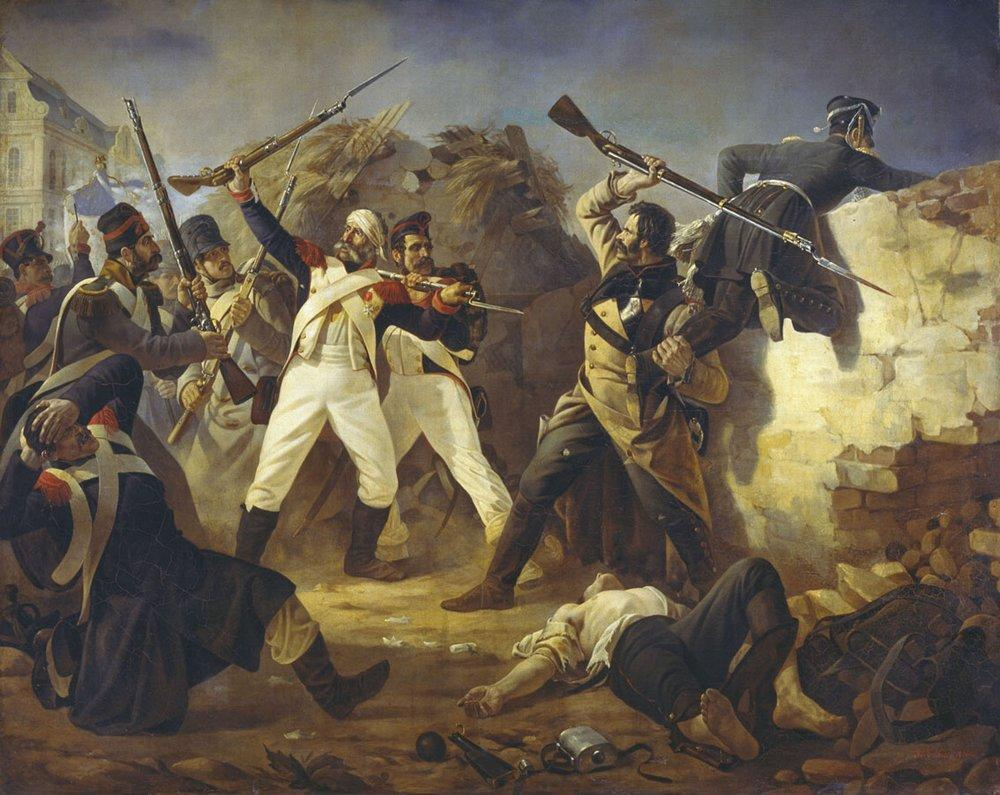
«Подвиг гренадера Леонтия Коренного», Русский музей (филиал Строгановский дворец).
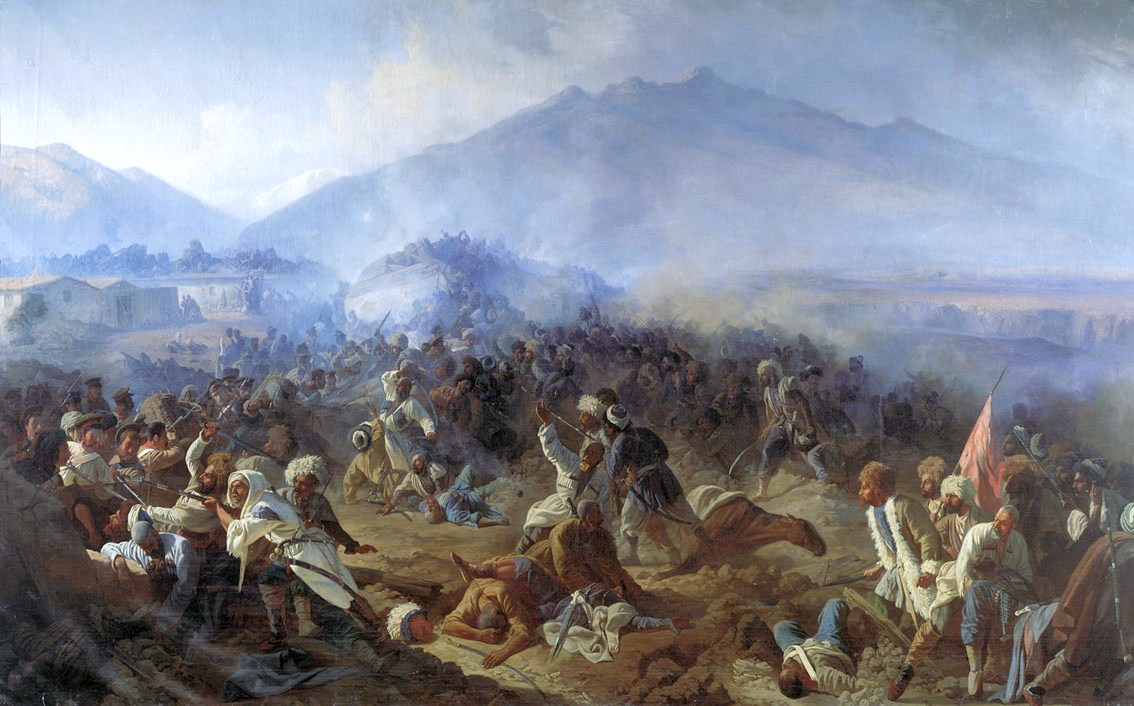
Оборона Ахтынской крепости, 1848.